# Sophia Aurich
Sophia Aurich (* 19. Mai 1992 in Berlin) ist eine deutsche Theaterregisseurin.

## Leben
Nach dem Abitur am Heinz-Berggruen-Gymnasium in Berlin-Charlottenburg im Juni 2011, absolvierte Sophia Aurich zunächst einige Regiehospitanzen an der Komischen Oper in Berlin. Unter anderem bei Carmen in der Regie von Sebastian Baumgarten und Barrie Koskys Monteverdi-Trilogie (Orpheus, Odysseus, Poppea).
Im Herbst 2012 begann sie ein Studium der Theaterwissenschaften und Philosophie an der Freien Universität Berlin, das sie 2016 mit einer Arbeit zu «Narration in zeitgenössischen Formen von Theater und Spiel» abschloss. 2014 gab sie ihr Regiedebüt mit Nie im Leben nach Motiven von Jean-Paul Sartre am Theater im Kino Berlin.
Von 2016 bis 2020 war Sophia Aurich fest engagierte Regieassistentin am Konzert Theater Bern.
In dieser Zeit entstanden weitere eigene Arbeiten. Im Frühjahr 2019 inszenierte sie die Uraufführung des Stückes Jemandland von Ivona Brdjanovic am Konzert Theater Bern.
Im Herbst 2019 folgte die Inszenierung einer eigenen, emanzipierten Fassung des altgriechischen Stoffes von Orest.
Ab der Spielzeit 2020/2021 arbeitete sie als freischaffende Regisseurin und brachte am Konzert Theater Bern Sartres Polit-Drama Die schmutzigen Hände auf die Bühne.
Ab der Spielzeit 2025/26 ist sie neben Alexander Kratzer die künstlerische Co-Direktorin am Schauspielhaus Salzburg.

## Inszenierungen
2021: Die schmutzigen Hände, Jean-Paul Sartre, Konzert Theater Bern
2019: Orest, nach Sophokles, Aischylos, Euripides in einer Bearbeitung von John von Düffel, Konzert Theater Bern
2019: Jemandland, Ivona Brdjanovic, Konzert Theater Bern
2014: Nie im Leben, nach Motiven von Jean-Paul Sartre, Theater im Kino Berlin